# Sankt Julian
Sankt Julian ist eine Ortsgemeinde im Landkreis Kusel in Rheinland-Pfalz. Sie gehört der Verbandsgemeinde Lauterecken-Wolfstein an.

## Geographie
Sankt Julian liegt am Glan in der Westpfalz. Im Osten befindet sich Glanbrücken, im Süden Welchweiler, im Westen Rathsweiler und nördlich liegt der Truppenübungsplatz Baumholder. Ortsteile sind Sankt Julian, Gumbsweiler, Eschenau und Obereisenbach. Zur Gemeinde gehören auch die Wohnplätze Pilgerhof, Schrammenmühle, Bitschmühle und Pfaffental.

## Geschichte
Die Gemeinde Sankt Julian wurde am 7. Juni 1969 aus den bis dahin eigenständigen Gemeinden Eschenau (damals 221 Einwohner), Gumbsweiler (552 Einwohner) und St. Julian (716 Einwohner) neu gebildet.
Durch das rheinland-pfälzische „Landesgesetz über die Auflösung des Gutsbezirks Baumholder und seine kommunale Neugliederung“ vom 2. November 1993 (GVBl, S. 518) [§ 2 (1) Nr. 12] wurde eine bis dahin zum Landkreis Birkenfeld gehörende Teilgemarkung des Gutsbezirks Baumholder am 1. Januar 1994 in die Ortsgemeinde St. Julian umgegliedert.

## Politik

### Gemeinderat
Der Gemeinderat in Sankt Julian besteht aus 16 Ratsmitgliedern, die bei der Kommunalwahl am 9. Juni 2024 in einer Mehrheitswahl gewählt wurden, und dem ehrenamtlichen Ortsbürgermeister als Vorsitzendem.

### Ortsbürgermeister
Philipp Gruber wurde am 1. April 2015 Ortsbürgermeister von Sankt Julian. Bei der Direktwahl am 26. Mai 2019 wurde er mit einem Stimmenanteil von 94,71 % für weitere fünf Jahre in seinem Amt bestätigt.
| von  | bis  | Name               |
| ---- | ---- | ------------------ |
| 1969 | 1970 | Friedrich Jung     |
| 1971 | 1974 | Erich Klein        |
| 1974 | 1999 | Dieter Kreischer   |
| 1999 | 2014 | Hans-Werner Mensch |
| 2014 | 2014 | Holger Weber       |
| 2015 |      | Philipp Gruber     |

### Gemeindepartnerschaft
Seit 1985 wird eine Partnerschaft mit Saint-Julien im Burgund (Frankreich) gepflegt.

## Bauwerke

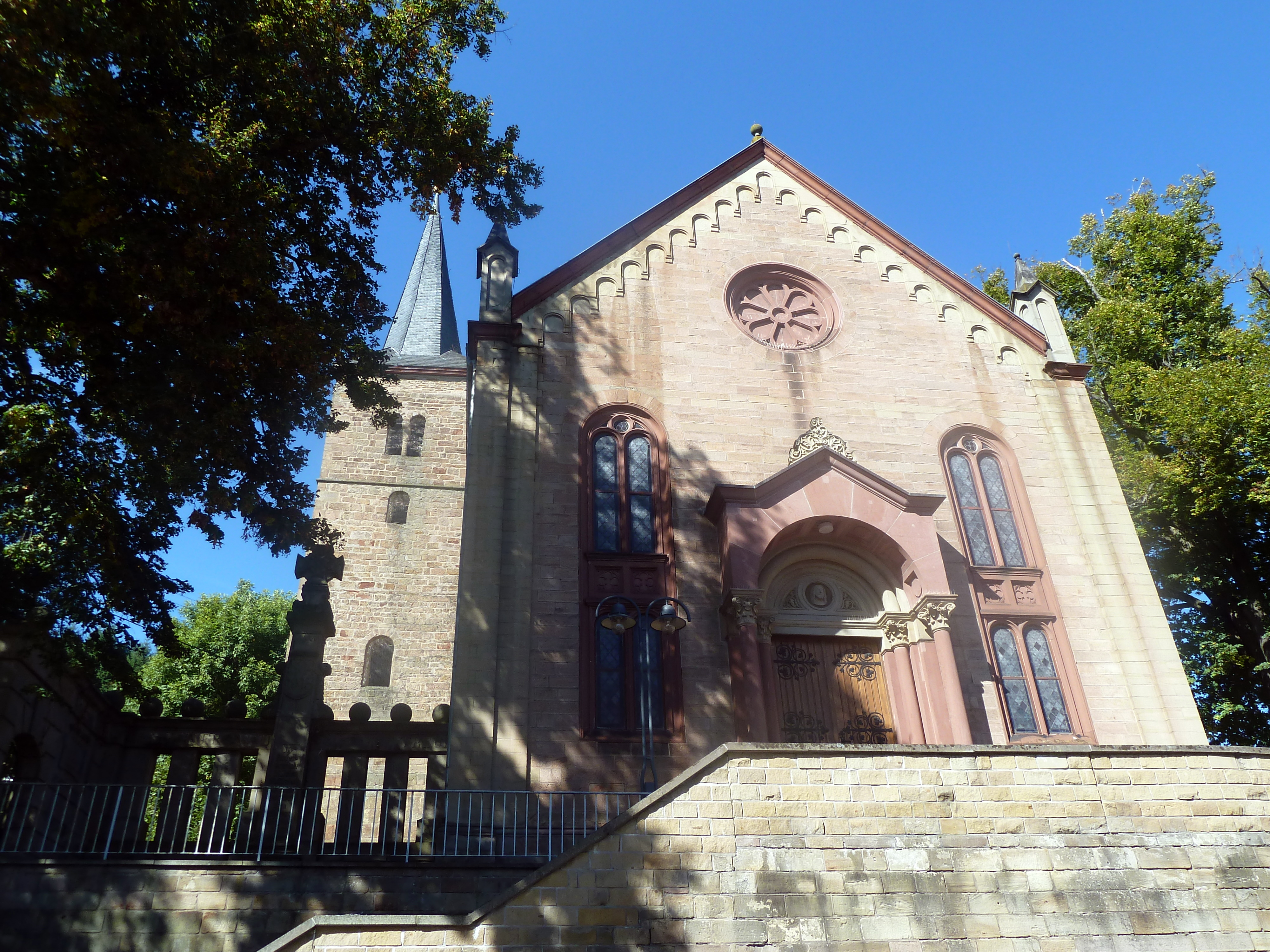

Das Wahrzeichen von Sankt Julian ist die bedeutende, im Rundbogenstil erbaute evangelische Pfarrkirche.
Von der mittelalterlichen Kirche wurde nur der seitlich stehende schlanke Turm aus dem 12. Jahrhundert beim Neubau der Kirchenschiffes 1880/81 durch die bayerischen Baubeamten Zellner und von Schacky beibehalten. Entstanden ist ein eindrucksvoller Saalbau mit anschließendem gewölbtem Chor. Die Flachdecke ruht auf durchbrochenen Konsolen. Eine umlaufende Holzempore ist auf drei Seiten vorhanden. Die Architekten verwendeten hier eine venezianische Fensterform. Eine waagerechte Sprosse teilt die langgestreckten Fenster jeweils in zwei Zonen. Die Ausstattung aus der Erbauungszeit ist vollständig erhalten geblieben.
Die 1730 erbaute Ölmühle gilt heute als eine der letzten betriebsfähigen Ölmühlen in ganz Europa. Heute wird das einzigartige Verfahren der Ölgewinnung nur noch zu Vorführzwecken demonstriert.

## Wirtschaft und Infrastruktur
In Sankt Julian gibt es einen Kindergarten und eine Grundschule.
Durch den Ort verläuft die Bundesstraße 420. Die Glantalbahn, die mit Eschenau (Pfalz) und St. Julian innerhalb der Ortsgemeinde über zwei Unterwegshalte verfügte, ist seit 1985 im SPNV stillgelegt. Auf ihr findet für Ausflügler ein Draisinenverkehr statt. In Lauterecken ist ein Bahnhof der Lautertalbahn.

## In Sankt Julian geboren
- Ludwig Gümbel (1874–1923), Schiffbauingenieur